# Fissidens pseudorufescens
Fissidens pseudorufescens är en bladmossart som beskrevs av C. Müller 1879. Fissidens pseudorufescens ingår i släktet fickmossor, och familjen Fissidentaceae. Inga underarter finns listade i Catalogue of Life.